# Нібитисолистник елегантний
Нібитисолистник елегантний (Pseudotaxiphyllum elegans) — вид мохів порядку гіпнобрієвих (Hypnales).

## Поширення
Ареал охоплює такі частини світу: Європа, Макаронезія, Північна Америка, Азія.
Населяє лісисті місцевості, кислі породи та ґрунт, гумус, основи дерев, гнилі колоди; на висотах від 0 до 2000 метрів.

## Характеристика
Рослини в тонких або щільних килимках, від темно-зелених до жовтуватих. Стебла 3.5 см × 1–2.5 мм. Листки прямовисно-розпростерті, ланцетні, яйцювато- чи видовжено-ланцетні, симетричні, гладкі чи слабохвилясті, 0.3–2 × 0.2–0.7 мм; краї плоскі чи зубчасті; верхівка загострена. Спеціалізоване нестатеве розмноження представлене у вигляді пропагул. Вид дводомний. Коробочкові ніжки 1–2.5 см. Коробочка від видовжено-яйцюватої до яйцюватої форми, 1–2 мм. Спори 7–12 мкм.